# سقراط (نمایش‌نامه)

پوستر سقراط

سقراط نمایشی به نویسندگی و کارگردانی حمیدرضا نعیمی است که از ۲۱ آذر تا ۲۷ دی ۱۳۹۲ و دوباره از ۷ فروردین تا ۱ اردیبهشت ۱۳۹۳ در تالار وحدت به نمایش درآمد. این نمایش، که زندگی سقراط را نشان می‌دهد، در جشنواره تئاتر فجر نیز شرکت کرد و در چهار رشته نامزد شد، اما جایزه‌ای نبرد.

## بازیگران
| بازیگر           | نقش                            |
| ---------------- | ------------------------------ |
| فرهاد آییش       | سقراط                          |
| لادن مستوفی      | تئودوته (دختر روسپی)           |
| ایوب آقاخانی     | افلاطون                        |
| نقی سیف‌جمالی     | کریتون (عضو سنا و دوست سقراط)  |
| بهناز نازی       | زانتیپه (همسر سقراط)           |
| یعقوب صباحی      | آنیتوس (عضو سنا و مخالف سقراط) |
| کتانه افشاری‌‌نژاد | سافو                           |

## نامزدی
| جشنواره تئاتر فجر ۱۳۹۲‏ | بهترین موسیقی     | سیاوش لطفی    | نامزد |
| جشنواره تئاتر فجر ۱۳۹۲‏ | بهترین بازیگر مرد | فرهاد آییش    | نامزد |
| جشنواره تئاتر فجر ۱۳۹۲‏ | بهترین نمایشنامه  | حمیدرضا نعیمی | نامزد |
| جشنواره تئاتر فجر ۱۳۹۲‏ | بهترین کارگردانی  | حمیدرضا نعیمی | نامزد |

## جوایز[۳]
– نشان آکادمی استاد حمید سمندریان به فرهاد آییش برای بازی در نقش سقراط
– اعطا جایزه‌ بازیگر برگزیده سال در جشن بازیگر به فرهاد آییش
– اعطا نشان عبدالحسین نوشین برای کارگردانی نمایش سقراط به حمیدرضا نعیمی از سوی انجمن منتقدان و نویسندگان خانه‌ تئاتر ایران
– جایزه‌ بهترین بازیگر سال به فرهاد آئیش از سوی چهاردهمین جشن کانون ملی منتقدان تئاتر ایران برای نمایش سقراط
– جایزه طراحی صحنه برگزیده سال از سوی چهاردهمین جشن انجمن ملی منتقدان تئاتر ایران به رضا مهدی زاده برای طراحی صحنه نمایش سقراط
– جایزه‌ طراحی لباس برگزیده به ادنا زینلیان برای طراحی لباس نمایش سقراط از چهاردهمین جشن ملی منتقدان تئاتر ایران
– جایزه‌ برگزیده‌ آهنگسازی از سوی چهاردهمین جشن ملی منتقدان تئاتر ایران به سیاوش لطفی برای آهنگسازی نمایش سقراط
– جایزه‌ طراحی گریم برگزیده به ماریا حاجیها از سوی چهاردهمین جشن ملی منتقدان تئاتر ایران برای طراحی گریم نمایش سقراط
– جایزه‌ نمایش برگزیده از سوی چهاردهمین جشن ملی منتقدان تئاتر ایران به نمایش سقراط
– اهدا لوح تقدیر از سوی مرکز مطالعات اسلامی (اخلاق و نیایش در آیینه هنر) به حمیدرضا نعیمی برای نویسندگی و کارگردانی نمایش سقراط